# Léon Say

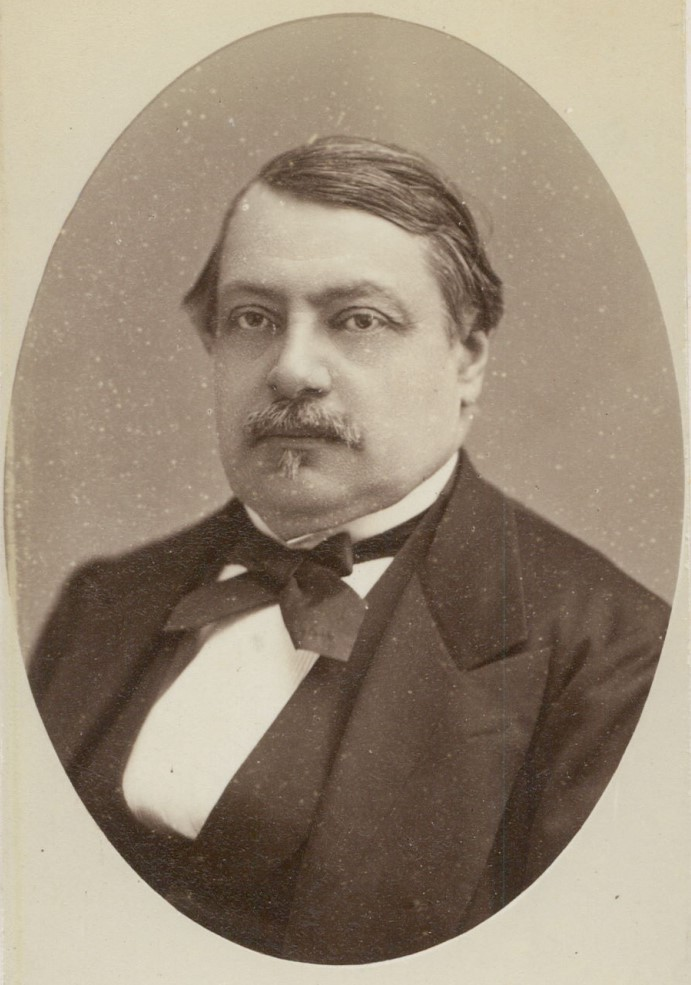
Léon Say

Jean-Baptiste-Léon Say (* 6. Juni 1826 in Paris; † 22. April 1896 ebenda) war ein französischer Ökonom und Politiker. Er war mehrmals Finanzminister in Regierungen der Dritten Republik.

## Leben und Wirken

### Herkunft
Léon Say entstammte einer Familie bekannter Ökonomen. Bereits sein Großvater Jean-Baptiste Say und sein Vater Horace Émile Say hatten sich in diesem Fach Ansehen erworben.

### Einstieg in die Politik; Präfekt des Départements Seine
Nach einer ersten, erfolglosen Kandidatur im Jahr 1869 gelang ihm am 8. Februar 1871 der Einzug in die Abgeordnetenkammer für das Département Seine. Nach dem Rücktritt von Jules Ferry als Präfekt ebendieses Départements am 5. Juni 1871 wurde Say dessen Nachfolger. In dieser Funktion vereinheitlichte er die Organisation der Verwaltungen der Pariser Stadtbezirke und reformierte die zentrale Verwaltung. Ebenso bewog er den Stadtrat dazu, die Ausgabe einer Anleihe zu beschließen, deren Emission ein großer Erfolg wurde, befasste sich aktiv mit der Volksschulausbildung und der Wiederherstellung der standesamtlichen Urkunden.

### Finanzminister, Senator und Senatspräsident

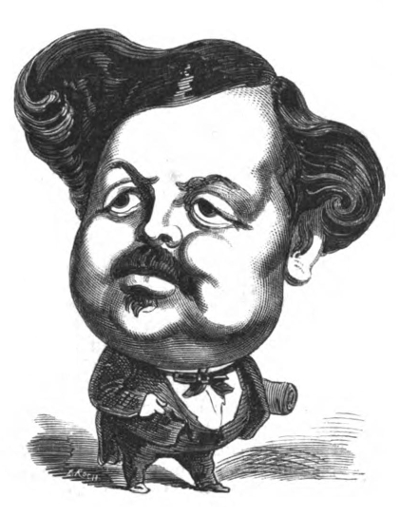
Léon Say, Karikatur von Alfred Le Petit (1873)

Am 7. Dezember 1872 wurde er von Staatspräsident Adolphe Thiers als Finanzminister berufen. Als solcher schloss er im Januar 1873 ein Abkommen mit dem Hause Rothschild, das die Reparationszahlungen an Deutschland nach dem Krieg von 1870/71 garantierte. Obwohl er Thiers’ Vorstellungen zu Wirtschaft und Finanzen ablehnend gegenüberstand, blieb er bis zu dessen Rücktritt am 23. Mai 1873 im Amt.
Während der Bestrebungen Mitte der 1870er Jahre zur Wiedereinführung der Monarchie stellte sich Léon Say als Anführer des Mittelinks-Lagers klar auf die Seite der Republikaner. Am 10. März 1875 wurde er erneut Finanzminister, diesmal im Kabinett von Louis Buffet, zu dessen konservativer Haltung Say den liberalen Gegenpol bildete. Zwischen Buffet und Say kam es ab Dezember zu politischen und persönlichen Differenzen, zu deren Klärung Staatspräsident Patrice de Mac-Mahon eingreifen musste. Im Januar 1876 kandidierte Say im Département Seine-et-Oise für einen Sitz im Senat und veröffentlichte gemeinsam mit zwei weiteren republikanischen Politikern, Ernest Feray und Charles Gilbert-Boucher, ein Wahlkampfrundschreiben, das Buffet als Bündnis Says mit dem politischen Gegner wertete. Erneut musste Mac-Mahon aktiv werden und forderte Say auf, seine Kandidatur zurückzuziehen. Statt dieser Bitte Folge zu leisten, reichte Say jedoch seinen Rücktritt als Finanzminister ein. Mac-Mahon akzeptierte diesen zunächst, lehnte ihn dann aber doch ab. Am 30. Januar 1876 wurde Say mit 589 von 783 abgegebenen Stimmen zum Senator gewählt. Das Finanzministerium behielt er, und dies auch, als Jules Dufaure Buffet als Ministerpräsident ablöste (9. März 1876).
Im Mai 1876 reiste Say nach London, wo er auf einer Feier zu Ehren des Nationalökonomen Adam Smith eine Rede hielt. Im heimischen Frankreich ergriff er in beiden Parlamentskammern häufig das Wort, insbesondere zu finanz- und wirtschaftspolitischen Themen.
Am 12. Dezember 1876 wurde Jules Simon Ministerpräsident und übernahm Léon Say wiederum als Finanzminister. Am 16. Mai 1877 trat Say gemeinsam mit Simon und allen weiteren Kabinettsmitgliedern zurück. Die Regierungskrise war die Folge eines Eklats zur Haltung von Staatspräsident und Regierung gegenüber dem Ultramontanismus. Say schloss sich daraufhin den Protesten der Linken gegen die Politik von Simons Nachfolger und Gegner der Republik Albert de Broglie an. Nach dem endgültigen Sieg des republikanischen Lagers wurde er abermals Finanzminister, und zwar vom 13. Dezember 1877 an im Kabinett Jules Dufaure V und anschließend (4. Februar 1879) in der Regierung William Henry Waddingtons bis zum 21. Dezember 1879.

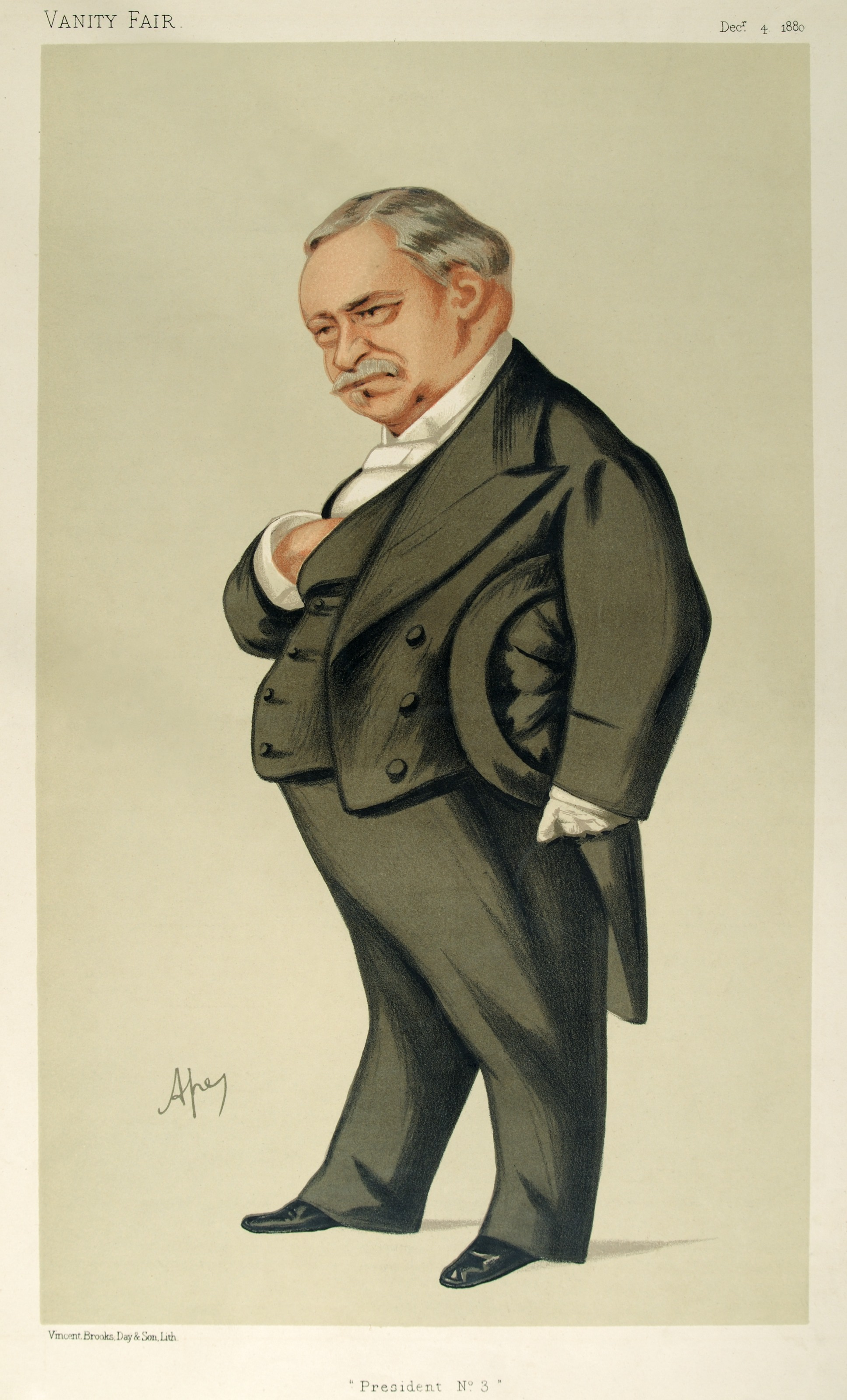
Léon Say, Karikatur von Carlo Pellegrini (1880)

Am 30. April 1880 wurde er zum Botschafter in England ernannt, wo er die Verhandlungen über einen Handelsvertrag vorbereiten sollte. Bereits einige Wochen später kehrte er nach Paris zurück, wo er den Vorsitz des Senats übernahm. In dieses Amt hatten ihn die Mitglieder des Hauses am 25. Mai gewählt. Bei den Teilwahlen zum Senat im Januar 1882 wurde er im Département Seine-et-Oise mit großer Mehrheit wiedergewählt (655 von 786 abgegebenen Stimmen) und anschließend erneut Senatspräsident. Am 30. Januar 1882 wurde er wieder Regierungsmitglied mit dem ihm vertrauten Portefeuille der Finanzen, diesmal in der zweiten Regierung Charles de Freycinet, bis zu deren Sturz am 29. Juli desselben Jahres.

### Union libérale; Mitglied der Abgeordnetenkammer
1889 beteiligte Say sich an der Gründung einer neuen politischen Bewegung, der Union libérale républicaine, deren Ziel der Zusammenschluss aller gemäßigt-liberalen Kräfte war, der sich einerseits dem nationalpopulistischen Boulangismus, andererseits den radikalen und sozialistischen Positionen Kräften entgegenstellte.
Um für diese Politik so aktiv wie möglich parlamentarisch tätig zu sein, kandidierte Say bei den Parlamentswahlen am 22. September 1889 erfolgreich für einen Sitz in der Abgeordnetenkammer für einen Wahlkreis in Pau; den Sitz konnte er bei den folgenden Wahlen 1893 verteidigen.
Am 22. April 1896 verstarb Léon Say in Paris während der Legislaturperiode. Er war bis zuletzt als Parlamentarier aktiv gewesen.

### Mitglied in Akademien
Seit dem 12. Dezember 1874 gehörte Léon Say der Académie des sciences morales et politiques an, zunächst als „freies Mitglied“ (Membre libre, entspricht heute der Sektion VI, Section générale), ab 24. April 1880 in der Sektion IV (Politische Ökonomie).
Am 11. Februar 1886 wurde Léon Say in die Académie française gewählt, wo er der Sitz von Edmond About übernahm.

## Leistungen und politische Positionen
Als Finanzminister der Regierung Dufaure Ende der 1870er Jahre unterstützte er die von Tiefbauminister Charles de Freycinet vertretene Politik der staatlichen Übernahme privater Eisenbahnlinien sowie eines massiven Ausbaus des staatlichen Eisenbahn- und sonstigen Infrastrukturnetzes. Zur Finanzierung dieser Projekte brachte er Gesetzesvorlagen zur Schuldenaufnahme in Höhe von 331 Millionen Franken durch Anleihen ein. Ebenso sprach er sich wiederholt gegen Steuererleichterungen aus.
Im April 1878 setzte er eine Senkung der Posttarife durch.
Léon Say war ein überzeugter Wirtschaftsliberaler und Anhänger des Freihandels. Als solcher setzte er sich vehement gegen die Einführung eines allgemeinen Zolltarifs und andere protektionistische Maßnahmen ein.
Als erbitterter Gegner des Sozialismus griff er diesen sowohl in seinen Publikationen als auch durch aktive und entschiedene Opposition im Parlament gegen sozialistische Gesetzesvorlagen scharf an. Insbesondere bekämpfte er die Einführung der progressiven Erbschaftsteuer (1895) und einer allgemeinen Einkommensteuer (1896).
Léon Say hinterließ ein umfangreiches Œuvre an ökonomischer Fach- und Sachliteratur. Bereits vor seinem Eintritt in die Politik hatte er etliche Werke veröffentlicht. Er war Großoffizier der Ehrenlegion.

## Werke

### Als Autor oder Übersetzer
- Histoire de la caisse d’escompte, 1776 à 1793. P. Régnier, Reims 1848 (Digitalisat auf Gallica).
- Léon Say, Natalis Rondot: Enquête sur l’industrie de Paris et du département de la Seine. Chambre de commerce de Paris / imprimerie P. Dupont, Paris 1848 (Digitalisat auf Gallica).
- Observations sur le système financier de M. le Préfet de la Seine (1865). Guillaumin, Paris 1865 (eingeschränkte Vorschau in der Google-Buchsuche).
- Examen critique de la situation financière de la Ville de Paris (1866). Dentu, Paris 1866 (eingeschränkte Vorschau in der Google-Buchsuche).
- Les Obligations populaires. Guillaumin, Dentu, Paris 1866 (eingeschränkte Vorschau in der Google-Buchsuche).
- George J. Goschen: Théorie des changes étrangers. Guillaumin, Paris 1866 (eingeschränkte Vorschau in der Google-Buchsuche – englisch: The Theory of the Foreign Exchanges. London 1861. Übersetzt von Léon Say).
- La ville de Paris et le Crédit foncier. Guillaumin, Paris 1868 (Digitalisat auf Gallica).
- La comptabilité des finances publiques. Chaix, Paris 1869 (Digitalisat auf Gallica).
- Dégrèvement de l’impôt foncier. A. Degorce-Cadot, Paris 1881 (Digitalisat auf Gallica).
- La Politique des intérêts. C. Lévy, Paris 1883 (Digitalisat auf Gallica).
- Dix jours dans la Haute-Italie. Guillaumin, Paris 1883 (Digitalisat auf Gallica).
- Le socialisme d’État. C. Lévy, Paris 1884 (Digitalisat auf Gallica).
- Les solutions démocratiques de la question des impôts. Tome premier. Guillaumin, Paris 1886 (Digitalisat auf Gallica).
- Les solutions démocratiques de la question des impôts. Tome second. Guillaumin, Paris 1886 (Digitalisat auf Gallica).
- Institut de France. Académie des sciences morales et politiques. Considérations sur la comptabilité en partie double, par M. Léon Say. Mémoire lu dans la séance du 19 décembre 1885. Firmin-Didot, Paris 1888 (Digitalisat auf Gallica).
- Discours prononcé le 7 novembre 1889 au dîner du "journal des débats". P. Mouillot, Paris 1889 (Digitalisat auf Gallica).
- Discours prononcés à Pau et à Nay les 13 et 14 janvier 1892 sur la politique d’apaisement et la question sociale. Garet, Pau 1892 (Digitalisat auf Gallica).
- Contre le socialisme. C. Lévy, Paris 1896 (Digitalisat auf Gallica).

### Als Herausgeber
- Léon Say, Louis Foyot, Armand Lanjalley (Hrsg.): Dictionnaire des finances. Tome I. A–D ; Tome II. E–Z. Berger-Levrault, Paris (Volltexte von Band I und Band II auf Gallica – 1889–1894).
- Léon Say, Joseph Chailley-Bert (Hrsg.): Nouveau dictionnaire d’économie politique. Tome premier : A–H ; Tome second : I–Z ; Supplément. Guillaumin, Paris 1900 (Volltexte von Band 1, Band 2 und Supplement auf Gallica).